# Patricia Carli
Pour les articles homonymes, voir Carli.
Rosetta Ardito, dite Patricia Carli, est une auteure-compositrice-interprète italo-belge, née le 12 mars 1938 à Tarente (Italie). Elle a composé ou interprété de nombreuses chansons à succès durant les années 1960 et 1970.

## Biographie

### Début de carrière et succès
Sa famille quitte l'Italie peu après la fin de la Seconde Guerre mondiale pour vivre en Belgique, où son père a trouvé du travail dans un charbonnage.
Son apparition dans le monde de la variété date de sa rencontre, au début des années 1960, avec Nicole Barclay, qui l'amène à écrire des textes de chansons et des musiques. Le producteur Léo Missir tombe sous son charme. Ils se marient et il produit ses disques. Après quelques essais infructueux, elle connaît ses premiers succès de chanteuse à partir de 1963-1964, grâce notamment à Demain tu te maries (arrête, arrête, ne me touche pas), puis avec l'interprétation, avec Gigliola Cinquetti, de la chanson Non ho l'età, Grand Prix du Festival de Sanremo 1964, en version française Je suis à toi. 
Par la suite, Patricia Carli se produit sur différentes scènes de music-hall parmi les plus prestigieuses, comme l'Olympia à Paris (en première partie de Nancy Holloway et de Gilbert Bécaud).
Mais son mari étant jaloux de son succès, elle préfère s'en tenir à l’écriture et à la composition, délaissant l'interprétation de ses créations au profit d'autres chanteurs. On lui doit, notamment, La tendresse, par Daniel Guichard, de nombreux succès pour Mireille Mathieu, Pardonne-moi ce caprice d'enfant, Donne ton cœur, donne ta vie, ou encore Comme tu dois avoir froid pour Dalida…
Elle travaille avec Patrick Loiseau comme parolier, ce que Dave relate dans ses mémoires Du côté de chez moi (page 171).

### Déclin et problèmes de santé
Patricia Carli vit mal son divorce et la mort de sa mère. En deux mois, elle doit faire face à la mort de sa mère et à un cancer qui l'éloigne de la scène.
On la retrouve en 1976 avec l'album Qu'en avez-vous fait? qui ne lui permet pas cependant de retrouver les faveurs du public.
Elle parvient à avoir un nouveau succès avec la chanson L'homme sur la plage qui est deuxième des ventes du label Polydor après les Bee Gees en 1979 et fait une tournée dans les discothèques, mais doit faire face à une récidive de son cancer.

### Fin de carrière
En 2000, Patricia Carli sort un nouvel album, Ses plus grands succès, avec d'anciens titres comme le célèbre Arrête, arrête (Demain tu te maries) et La vie n'est pas facile, mais aussi de nouvelles chansons : Élie, La Fille de la voisine, L'Homme d'affaires.
Son titre Arrête, arrête (Demain tu te maries) est samplé par Wyclef Jean sur son titre Hollyhood to Hollywood se trouvant dans l'album The Ecleftic: 2 Sides II a Book sorti en 2000. 
Le chanteur Mathieu Rosaz reprend Arrête, arrête (Demain tu te maries) en 2011 dans une version rock.  

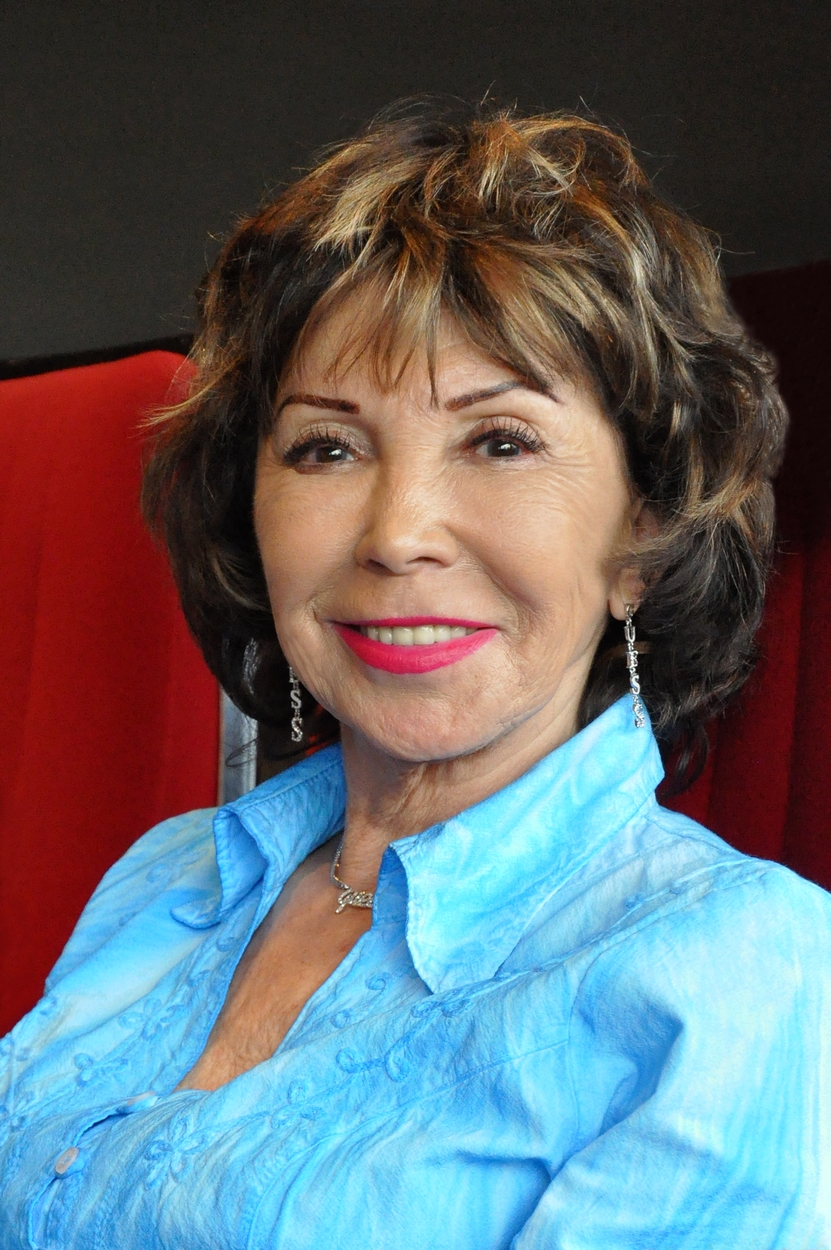
Patricia Carli en 2013.

Retirée, elle vit à Roquebrune Cap Martin, près de Monaco.
Sa chanson Je suis à toi est utilisée pour une publicité télévisée de Cetelem en juin 2025.

## Discographie

### Singles

#### EP 4 titres
- Le roseau et la rivière/J'ai besoin de toi/Je n'suis plus une enfant/Que vois-tu gitan? - 1963 Bel Air 211 096[7]
- Demain, tu te maries/Qu'elle est belle cette nuit/La découverte/L'amour en cage - 1963 Bel Air 211 105
- Nous on s'aime/Virginia/Je ne voudrais pas pleurer/Je te préviens - 1963 Bel Air 211 128
- C'est difficile/Il te restera ma mélodie/Je suis à toi/Heureux de vivre - 1964 Bel Air 211 145
- Nous sommes là/C'est bien toi (Lady)/Trois fois rien/Ne me demande pas - 1964 Bel Air 211 184
- Hier, j'ai rencontré ma mère/L'amour va toujours/Accusée, levez-vous/Mon amour, mon amour - 1964 Bel Air 211 309
- Non (à jamais sans toi)/Ce que tu es pour moi/Oublie que je t'aime/Pagliacci (comme des pantins) - 1965 Bel Air 211 327
- Encore une fois/Celui que j'aime/Les mal-aimés/Et tout ça pour en arriver là - 1965 Bel Air 231 106
- Les histoires d'amour/Ce n'est ainsi que l'on aime/La marguerite et le bleuet/Le petit chien - 1966 Riviera 231 194
- Toi/Avant que ne s'enfuie le temps/Le lion/L'amour en moins - 1967 Riviera 231 272
- Attends/Que c'est triste un monde sans amour/On ne s'aime plus/Le temps s'en va - 1968  Riviera 231 315

#### SP 2 titres
- Joue/Bienvenue (sous notre toit) - 1972 Vogue 4082[8]
- Fais-moi l'amour/Joue - 1976 Gérard Tournier/Sonopresse 10 014
- Il n'y en a que pour elle/Fais-moi l'amour - 1976 Gérard Tournier/Sonopresse 45 548
- Orlando City/Sorelle sorellina - 1976 Gérard Tournier/Sonopresse 46 559
- La vie n'est pas facile/Amour, capitale Italie  - 1977 Polydor 2056 641
- L'homme sur la plage (C'était en décembre)/Je n'aurais jamais dû - 1978 Polydor 2056 732
- On danse/Parlons d'amour ce soir  - 1978  Polydor 2056 768
- Au Portugal/Et je m'invente des histoires - 1979 Polydor 2056 797
- Tu pars/Far l'amore quando piove - 1980 Dom 5030
- San Diego/Frappe dans tes mains  - 1981 chez Little Girl/Alta Records 81
- La Balladine/Je t'attends  - 1982 Little Girl/Polydor 2814 330
- J'aime en Intérim/Grisaille les bains - 1983 Tempesti/Musidisc 42013
- Sorella, sorellina/Swing sing a song - 1985 Little Girl/Socadisc LG 1185

### Albums
- Patricia Carli  - 1964  Bel Air 311 044[9]
- Qu'en avez-vous fait?  - 1976  Gérard Tournier/Sonopresse GT 36 512
- La Balladine  - 1982  Little Girl 2473 966

### Compilations
- Ses plus grands succès  - 1976  Musidisc 30 CV 1387
- Surprise Party  - 1991  Musidisc 107602
- La Collection Sixties des EP's Français  - 1997  Magic Records 175442
- Salut les copains  - 2015  Barclay 4722129

## Compositions pour d'autres artistes
Elle a composé ou écrit notamment pour :
- Daniel Guichard
  - La tendresse (1972)
  - T'en souviens-tu, Marie-Hélène ? (1973)
  - Elle n'est pas jolie, elle est mieux que ça (1977)
  - La vie qui passe (1981)
  - Retour (1991)

- Mireille Mathieu
  - Pardonne-moi ce caprice d'enfant (1970) texte et musique
  - Scusami se (version italienne de "Pardonne-moi ce caprice d'enfant") (1970) musique
  - Pourquoi le monde est sans amour (1970) musique
  - C'est dommage (1970) texte
  - Je ne sais pas, je ne sais plus (1970) musique
  - Donne ton cœur, donne ta vie (1970) texte et musique
  - La princesse et l'amour (1970) texte
  - Toi que je désire (1970) texte
  - C'est un peu la France (1971) musique
  - A Brasilia (1971) texte et musique
  - C'est dommage (1971) texte
  - Quand vient l'automne (1971) texte
  - C'est l'amour et la vie que je te dois (1973) musique
  - Des mots et des gestes (1973) musique
  - Sois heureux (1973) musique

- David Alexandre Winter
  - Oh lady Mary (1968)
  - Vole s'envole (1969)
  - Isabelle mon amour (1970)
  - Plus jolie qu'une rose (1970)
  - Bonne bonne chance (1972)
  - Viva la vie (1972)

- Nicoletta
  - Je n'pourrai jamais t'oublier (1969) texte
  - Toi mon ami (1973)
  - Toi mélody man (1974)
  - Aime la vie comme elle vient (1974)
  - L'hiver ne viendra jamais (1974)
  - Sur les bords de la tendresse (1975)

- Gloria Lasso
  - Quand tu reviendras (1971)
- Leny Escudero
  - Pour un peu d'amour (1972)
- Claude François
  - Ninna nanna (1972)
- Christian Delagrange
  - Rosetta (1972)
  - Celle que j'attendais (1972)
  - Sans toi je suis seul (1972)
  - La chanson (1972)
  - Je t'aimerai mon amour (1973)
  - Ne t'en va pas, ne t'en va pas (1973)
  - Petite fille (1973)
  - Reviens mon amour, reviens (1973)
  - Qui m'apprendra la vérité (1973)
  - Tendre Cathy (1974)
  - Dis-moi pourquoi (1974)

- Samy Benedetto
  - Little Girl (1973)
  -  Comme Eurydice et Orphée (1973)
- Romy
  - 136 jours (1973)
  - Vivre pour toi, mourir pour toi (1974)
  - Pour la vie l'éternité (1974)
  - Les yeux fermés (1974)
  - Pourtant je t'aime (1974)
- Dalida
  - Comme tu dois avoir froid (1974)
- Line Renaud
  - Quel coup au cœur (1974)
- Tino Rossi
  - Ma dernière chanson sera comme la première (1977)
  - Addio Julietta (1977)

Ainsi que pour bien d'autres interprètes, dont notamment Annabel Buffet, Carlos, Michel Cogoni, Gilles Dreu, Enriqué, Eva, Peter Holm, Udo Jürgens, Ricardo, Maria de Rossi ou Roger Pierre et Jean-Marc Thibault…